# Giorgio Giomo
Giorgio Giomo (Treviso, 24 maggio 1949) è un ex cestista italiano.
È il fratello di Augusto Giomo.

## Carriera
In Serie A, ha giocato con Olimpia Milano e APU Udine e ha segnato un totale di 3985 punti.

## Palmarès
- Coppa delle Coppe: 2

Olimpia Milano: 1970-71, 1971-72
- Campionato italiano: 1

Olimpia Milano: 1971-72
- Coppa Italia: 1

Olimpia Milano: 1972